# Bundesstraße 54
Pour les articles homonymes, voir B54 et Route 54.
La Bundesstraße 54 (abrégé en B 54) est une Bundesstraße reliant la frontière néerlandaise, près de Gronau, à Wiesbaden.

## Localités traversées
- Gronau
- Steinfurt
- Altenberge
- Münster
- Werne
- Lünen
- Dortmund
- Hagen
- Brugge (de)
- Meinerzhagen
- Olpe
- Kreuztal
- Siegen
- Wilnsdorf
- Rennerod
- Limburg an der Lahn
- Diez
- Wiesbaden